# Ясенец (Гомельская область)
Ясенец (бел. Ясяне́ц) — деревня в Мозырском районе Гомельской области Беларуси. Входит в состав Скрыгаловского сельсовета.

## География

### Расположение
В 22 км на запад от Мозыря, 19 км от железнодорожной станции Козенки (на линии Калинковичи — Овруч), 155 км от Гомеля.

## Транспортная сеть
Транспортные связи по просёлочной, затем автодороге Мозырь — Петриков. Планировка состоит из прямолинейной улицы, ориентированной с юго-востока на северо-запад, к которой с севера присоединяются 2 параллельные между собой и соединённые дорогой улицы. Застройка деревянная, неплотная.

## История
Обнаруженные археологами городища VII—VI века до н. э. (в 1 км на юг от деревни; в 1 км на юго-запад от деревни, в урочище Вал Скрыгаловский) и стоянка эпохи неолита и бронзового века (в 1 км на север от деревни) свидетельствуют о заселении этих мест с давних времён. По письменным источникам известна с начала XX века, когда здесь начали строить дома переселенцы из соседних деревень. Наиболее активная застройка развернулась в 1920-е годы. В 1932 году жители вступили в колхоз. Во время Великой Отечественной войны 17 жителей погибли на фронте. Согласно переписи 1959 года в составе колхоза «Дружба» (центр — деревня Скрыгалов).

## Население

### Численность
- 2004 год — 21 хозяйство, 26 жителей.

### Динамика
- 1925 год — 34 двора.
- 1959 год — 271 житель (согласно переписи).
- 2004 год — 21 хозяйство, 26 жителей.

## Достопримечательность
- Городище-1 периода раннего железного века, VI–III вв. до н.э., 0,55 км на юг от деревни, с левой стороны от дороги Ясенец – Белая, урочище Сухолисток, у лесу —  Историко-культурная ценность Республики Беларусь, шифр 313В000533.
- Городище-2 периода раннего железного века, VI–III вв. до н.э., 0,5 км на юг – юго-запад от деревни, с правой стороны от дороги Ясенец – Белая, в урочище Вал Скрыгаловский (Островок), у лесу —  Историко-культурная ценность Республики Беларусь, шифр 313В000534.